# Zhengzhou Xinzheng International Airport
Zhengzhou Xinzheng International Airport är en flygplats i Kina. Den ligger i prefekturen Zhengzhou Shi och provinsen Henan, i den centrala delen av landet, omkring 33 kilometer sydost om provinshuvudstaden Zhengzhou.
Runt Zhengzhou Xinzheng International Airport är det tätbefolkat, med 881 invånare per kvadratkilometer. Trakten runt Zhengzhou Xinzheng International Airport består till största delen av jordbruksmark.
Genomsnittlig årsnederbörd är 710 millimeter. Den regnigaste månaden är juli, med i genomsnitt 149 mm nederbörd, och den torraste är januari, med 4 mm nederbörd.